# El tesoro de los incas
El tesoro de los incas o  Dos mil leguas por debajo de América (italiano: Duemila leghe sotto l' America o Il tesoro misterioso.) es una novela de aventuras del escritor italiano Emilio Salgari. Fue publicada en 1888.

## Trama
La novela comienza en Munfordville, Estados Unidos, año 1869. Sinoky, jefe de la tribu india de los Shawanis, es herido mortalmente por unos ladrones. Antes de fallecer, Sinoky revela a su amigo el ingeniero John Webber la existencia de un documento muy antiguo que informa la ubicación de un gran tesoro. Webber y sus amigos Morgan, Burthon y O'Connor hallan el documento. El pergamino indica el camino hacia un escondite donde está el tesoro de los incas, perteneciente al emperador Huáscar. Días después, Webber, Burthon, Morgan y O'Connor llegan a un río localizado dentro de la caverna de Mammoth. Desde allí emprenden un peligroso viaje hasta el lago Titicaca en el Perú, a través de una galería subterránea que atraviesa el continente americano.